# Missioni giapponesi in Joseon
Le missioni giapponesi in Joseon rappresentano un aspetto cruciale delle relazioni internazionali dei contatti e delle comunicazioni reciproche tra Joseon e Giappone nel XVII secolo. Gli scambi bilaterali furono intermittenti.
La natura di questi contatti bilaterali si è evoluta gradualmente dal riconoscimento politico e cerimoniale agli scambi culturali. Il modello in evoluzione rispecchia l'evoluzione della relazione unica tra i due stati confinanti.

## Missioni dello shogunato Muromachi
I contatti diplomatici e le comunicazioni del bakufu Muromachi con la corte Joseon comprendevano sia contatti informali che ambasciate formali. La diplomazia Muromachi comprendeva anche contatti più frequenti e meno formali che coinvolgevano il daimyō giapponese dell'isola di Tsushima.
Inoltre, erano abbastanza frequenti anche le missioni commerciali tra i mercanti della zona.
| Anno      | Mittente            | inviato capo giapponese | Monarca Joseon | Commenti |
| --------- | ------------------- | ----------------------- | -------------- | --- |
| 1403      | Ashikaga Yoshimochi | –                       | Taejo          | |
| 1404      | Ashikaga Yoshimitsu | –                       | Taejong        | |
| 1432      | Ashikaga Yoshinori  | –                       | Sejong         | |
| 1447-1448 | Ashikaga Yoshinari  | Zuikei Shūhō (瑞渓周鳳) | Sejong         | Akamatsu Samanosuke (赤松左馬助 ; 赤松則繁) tornò dalla Corea e pianificò una rivolta, ma fu riconosciuto colpevole e condannato a morte; la sua testa fu mandata a Kyoto |
| 1456      | Ashikaga Yoshimasa  | –                       | Sejo           | Lo shogun Ashikaga Yoshimasa inviò una lettera a Sejo, re di Corea. |
| 1474      | Ashikaga Yoshihisa  | –                       | Seongjong      | Lo shogun Ahikaga Yoshihisa inviò un'ambasciata all'imperatore della Cina chiedendo un sigillo.                                                                           |
| 1499      | Ashikaga Yoshizumi  | –                       | Yeonsangun     | |

- 1403 – Una missione diplomatica dello shogun giapponese, Ashikaga Yoshimochi, fu ricevuta a Seul; questo diede il via ad un processo decisionale sull’invio di una missione di risposta a Kyoto.[11]
- 1404 – L'ex shogun Ashikaga Yoshimitsu fa inviare un messaggio al re Joseon; il mittente viene identificato come "re del Giappone". Il saluto interpreta il monarca Joseon come un pari pari del mittente.[5]
- 1422 – Nihonkoku Minamoto Yoshimochi inviò una lettera al re Joseon nel Ōei 29 METTERE NOTA il tempo veniva calcolato utilizzando il sistema del calendario giapponese.[12]
- 1423 – Nihonkoku Dosen inviò una lettera al re Joseon nel Ōei 30.[12]
- 1424 – Nihonkoku Dosen inviò una lettera al re Joseon nel Ōei 31.[12]
- 1428 – Nihonkoku Dosen inviò una lettera al re Joseon in Ōei 35.[12]
- 1432 – Lo Shogun Ashikaga Yoshinori invia un ambasciatore alla corte Joseon.[6]
- 1440 – Nihonkoku Minamoto Yoshinori inviò al re Joseon una lettera in Ryakuō 3.[12]
- 1447 – Nihonkoku ō Minamoto Yoshinari inviò al re Joseon una lettera in Jōwa 3.[12]
- 1456 – Lo shogun Ashikaga Yoshimasa fece inviare una lettera al re di Joseon.[8]
- 1474 – Lo shogun Ashikaga Yoshihisa inviò un ambasciatore in Cina, fermandosi durante il tragitto alla corte Joseon. L'incarico dell'ambasciatore era di cercare un sigillo ufficiale della corte imperiale cinese.[9]
- 1499 – Lo shogun Ashikaga Yoshizumi mandò un inviato alla corte Joseon chiedendo lastre da stampa per un importante testo buddista; e sebbene la richiesta specifica non fu soddisfatta, la corte Joseon acconsentì a offrire delle copie stampate.[10]

## Missioni dello shogunato Tokugawa
Nel periodo Edo della storia giapponese, le missioni diplomatiche erano considerate a beneficio dei giapponesi, in quanto legittimavano la propaganda e rappresentavano un elemento chiave nella emergente visione idealistica del Giappone di un ordine internazionale con Edo come centro.

## Adattamento della diplomazia giapponese-Joseon
Le relazioni bilaterali tra Giappone e Joseon furono influenzate dal crescente numero di contatti internazionali che richiedevano un adattamento e un nuovo tipo di diplomazia.
Il Trattato Giappone-Corea del 1876 segnò l'inizio di una nuova fase nelle relazioni bilaterali.